# Museo Bizantino de Argólida
El Museo Bizantino de Argólida es uno de los museos de Grecia de la región de Argólida. 
Se encuentra ubicado en un edificio histórico cuyo origen tuvo lugar durante la dominación veneciana, en el centro de la ciudad de Argos. El proyecto de creación del museo se inició en 1992 pero hasta 2005 no comenzaron los trabajos de acondicionamiento del edificio y la posterior elaboración de la exposición permanente, que concluyó en 2016.
Además del espacio destinado a la exposición permanente, tiene una sala de exposiciones temporales, almacenes, oficinas, talleres y una tienda. El museo está acondicionado para el acceso a personas con discapacidades físicas y tiene información en braille para las personas con discapacidad visual.

## Colecciones
El museo contiene una colección de objetos procedentes principalmente de la ciudad de Argos pero también de otros lugares de la región de Argólida. Entre ellos se encuentran mosaicos, recipientes de cerámica, esculturas, miniaturas, frescos y monedas. El ámbito cronológico de la colección abarca desde la Antigüedad tardía hasta el siglo XIX.
La exposición permanente está organizada en cuatro secciones: 
Una de ellas se centra en los inicios del Imperio bizantino, donde se exponen piezas relacionadas con los primitivos cristianos, la vida cotidiana y las prácticas funerarias de ese periodo histórico. 
La segunda sección está dedicada a la transición a la Edad Media, entre los siglos VII y IX. Se exponen piezas como un tesoro de monedas de Argos y sellos de funcionarios bizantinos. Son destacables los hallazgos procedentes de la cueva de Andritsa.
La tercera sección es la del periodo bizantino medio de Argólida y es la más amplia del museo. Se subdivide en un bloque dedicado a la iglesia, en la que se exponen, entre otros objetos, elementos arquitectónicos, frescos e inscripciones; otro bloque centrado en el comercio, las actividades productivas y el transporte y un tercer bloque que expone la casa bizantina a través de aspectos de la vida cotidiana como el almacenamiento de productos, la elaboración de comidas, el aseo, la vestimenta y las actividades de ocio.  
Por último se encuentra una sección dedicada a las diferentes etnias culturales que convivieron en la región de Argólida: eslavos, francos, venecianos, arvanitas y otomanos.